# ラスカーラ・オペラ協会
ラスカーラ・オペラ協会は、コラーレ・ヴェルディ熊本と熊本オペラ管弦楽団が母体となり、2011年1月に発足した団体である。